# Деформационный ретракт
Деформационный ретракт топологического пространства {\displaystyle X} — подмножество
{\displaystyle A\subset X}, 
обладающее тем свойством, что существует гомотопия тождественного отображения пространства {\displaystyle X}
в некоторое отображение {\displaystyle X\to A}, при которой все точки множества {\displaystyle A} остаются неподвижными. 
Если при гомотопии
точки из {\displaystyle X\backslash A} перемещаются только по {\displaystyle X\backslash A}, то {\displaystyle A} называется строгим деформационным ретрактом.

## Свойства
- Деформационный ретракт пространства {\displaystyle X} является ретрактом пространства {\displaystyle X}.
- Любой деформационный ретракт пространства {\displaystyle X} имеет одинаковый с {\displaystyle X} гомотопический тип.
- Обратно, два гомотопически эквивалентных пространства всегда можно вложить в некоторое третье пространство таким образом, что оба они будут его деформационными ретрактами.

## Вариации и обобщения
- Корасслоение